# Tolomeo I
Tolomeo Sotère (in greco antico: Πτολεμαῖος Σωτήρ?, Ptolemàios Sōtḕr; in egizio: ptwlmys, ptwlemys; Eordia, 367/366 a.C. – 282 a.C.), noto anche come Tolomeo Làgide e chiamato nella storiografia moderna Tolomeo I o semplicemente Tolomeo o Tolemeo, è stato un militare, sovrano e scrittore macedone antico.
Iniziò la carriera militare sotto il comando di Alessandro Magno, suo amico d'infanzia, e diventò uno dei Somatophylakes, le guardie del corpo del sovrano. Alla morte dell'imperatore e nel corso delle Guerre dei diadochi, si proclamò re d'Egitto nel 305 a.C. e, riuscendo a mantenere il controllo del territorio nordafricano, diede inizio al periodo ellenistico egizio, fondando la dinastia tolemaica, che regnò fino al 30 a.C. con Cleopatra VII.
Durante il suo regno la nuova capitale egizia, Alessandria si sviluppò in campo culturale e artistico, con l'avvio della costruzione della famosa Biblioteca e del Museo, la diffusione del culto di Serapide e la costruzione di una delle sette meraviglie del mondo, il Faro.

## Biografia

### Origini familiari
Tolomeo era figlio di Lago, un nobile macedone e ufficiale del re Filippo II, e di Arsinoe di Macedonia, una nobildonna imparentata con la dinastia argeade. Secondo la storiografia propagandistica filo-tolemaica successiva all'incoronazione di Tolomeo come re d'Egitto, Arsinoe era però una concubina del re macedone, il quale la diede in sposa a Lago quando era già incinta: in tal caso, Tolomeo sarebbe figlio illegittimo di Filippo II e fratellastro di Alessandro Magno. Arriano ci dice inoltre che Tolomeo proveniva dall'Eordia, una regione centro-occidentale della Macedonia, dove abitavano i suoi genitori.

### Giovinezza e campagne di Alessandro Magno (353-323 a.C.)
Nel 353 a.C., all'età di circa quattordici anni, Tolomeo si trasferì con la sua famiglia a Pella, la capitale del regno di Macedonia, per diventare uno dei paggi reali; nel 349-348 a.C. seguì il re Filippo II nella sua campagna per l'annessione della Calcidica. Filippo II lo scelse quindi per diventare uno degli eteri (ἑταῖροι, hetaȋroi) del suo erede, Alessandro. Nel 338 a.C. Tolomeo, probabilmente, combatté nella decisiva battaglia di Cheronea tra la Macedonia e le città stato greche, alla quale partecipò sicuramente Alessandro. Nel 337 a.C. Alessandro entrò in conflitto con il padre poiché temeva che il re volesse nominare come erede il suo fratellastro Filippo Arrideo, poiché Filippo lo aveva fatto fidanzare con Ada II, figlia del satrapo di Caria Pissodaro; Alessandro decise, su consiglio dei suoi compagni Tolomeo, Arpalo, Nearco, Erigio e Laomedonte di sposare lui Ada e Filippo decise di punirlo mandando in esilio i suoi cinque confidenti.
Tolomeo andò quindi in esilio e probabilmente raggiunse Alessandro e sua madre, Olimpiade, nell'Epiro, dopo che anche loro vennero cacciati dal re. Nel 336 a.C. Filippo II venne assassinato e Alessandro diventò re; il nuovo monarca richiamò a corte i suoi compagni e Tolomeo prese parte alla campagna balcanica del 335 a.C. Durante la spedizione, però, arrivò la notizia di rivolte in Beozia e Alessandro marciò a sud e pose l'assedio a Tebe, al quale prese parte anche Tolomeo. Dopo la distruzione di Tebe, Alessandro tornò a Pella, nominò Antipatro guardiano (επίτροπος, epítropos) della Grecia e iniziò i preparativi per la spedizione in Asia; nella primavera del 334 a.C. arrivò sull'Ellesponto e salpò per l'Asia Minore. Durante la guerra in Asia e in Egitto, Tolomeo partecipò alle spedizioni macedoni, non assumendo tuttavia nessun ruolo di comando. Nel 330 a.C. il sovrano di Persia, Dario III, venne ucciso dal satrapo Besso e Alessandro assoggettò definitivamente i territori dell'impero achemenide; nello stesso anno, però, ci fu una congiura di alcuni comandanti macedoni contro Alessandro e Tolomeo, che si era mostrato fedele, fu ricompensato con il ruolo di guardia del corpo reale (σωματοφύλαξ, somatophýlax) al posto di Demetrio, giustiziato per cospirazione.

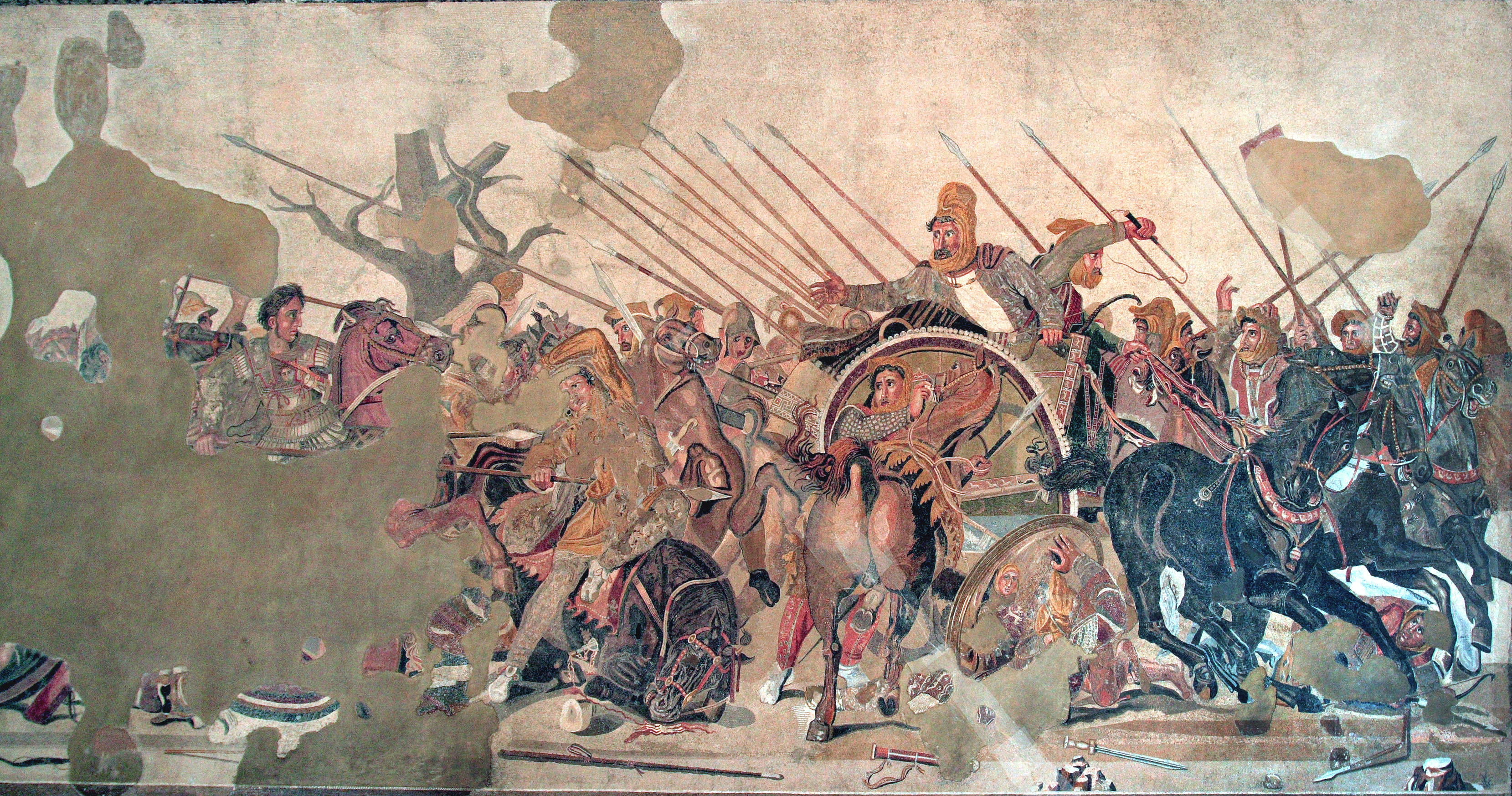
Mosaico della battaglia di Isso (333 a.C.), nella quale Alessandro Magno sconfisse l'imperatore Dario III di Persia (Museo archeologico nazionale, Napoli)

Nel frattempo Besso, il satrapo di Battria che aveva ucciso Dario III, si era autoproclamato imperatore di Persia; Alessandro, quindi, non ebbe scelta se non armarsi contro di lui, conducendo il suo esercito nella Sogdiana, dove l'usurpatore si era ritirato. Nell'estate del 329 a.C. Besso venne però tradito dal suo luogotenente, Spitamene, e da un capo sogdiano, Dataferne, che promisero di consegnarlo ad Alessandro in cambio della sua amicizia; Alessandro dette quindi a Tolomeo il suo primo incarico da comandante, ponendolo a capo di 4.000 fanti e 1.600 cavalieri e ordinandogli di andare a prelevare Besso. L'importanza e delicatezza di questo incarico mostra come Alessandro si fidasse di Tolomeo; nonostante la possibilità che il voltafaccia di Spitamene e Dataferne fosse una trappola, Tolomeo riuscì a riportare in catene Besso, che venne poi giustiziato. Spitamene, però, si rivoltò ai Macedoni e iniziò una guerriglia contro le armate di Alessandro; nell'estate del 328 a.C. accadde che Alessandro, durante una festa, litigò con il generale Clito il Nero e, nonostante Tolomeo avesse cercato di portare via il militare, questi venne ucciso dal re. Alessandro, quindi, per non dover continuare ad aspettare, decise di attaccare i rivoltosi in Sogdiana; attraversò il fiume Oxos e divise l'esercito in cinque parti, comandate rispettivamente da Efestione, Tolomeo, Perdicca, Ceno e Alessandro stesso. Spitamene fu sconfitto da Ceno nella battaglia di Gabe e ucciso. Alessandro iniziò quindi a spingersi ancora più in oriente, nel Punjab, dove divise in due la sua armata, che si sarebbe dovuta riunire una volta arrivati all'Indo; Tolomeo seguì l'armata guidata da Alessandro e fu ferito insieme al re durante uno scontro con gli Aspasi. I Macedoni arrivarono quindi nella città dove si rifugiava il re degli Aspasi e durante la battaglia fu lo stesso Tolomeo a ucciderlo. Tolomeo partecipò anche nell'assedio di Aorno, nella primavera del 326 a.C., e alla successiva cattura della città, l'ultima conquistata prima dell'arrivo sul fiume Indo, così come alla conquista della città indiana di Sagala.
Nella primavera del 324 a.C., dopo il ritorno dell'esercito in Persia, Tolomeo sposò a Susa, nel corso delle nozze collettive di Susa disposte da Alessandro stesso, Artacama (chiamata erroneamente Apama da Plutarco), una delle figlie del nobile persiano Artabazo II di Frigia. A metà del 323 a.C. Alessandro fu colpito da una grave malattia, che ne causò la prematura morte il 10 o 11 giugno, mentre si trovava a Babilonia.

### La scalata al potere (323-305 a.C.)

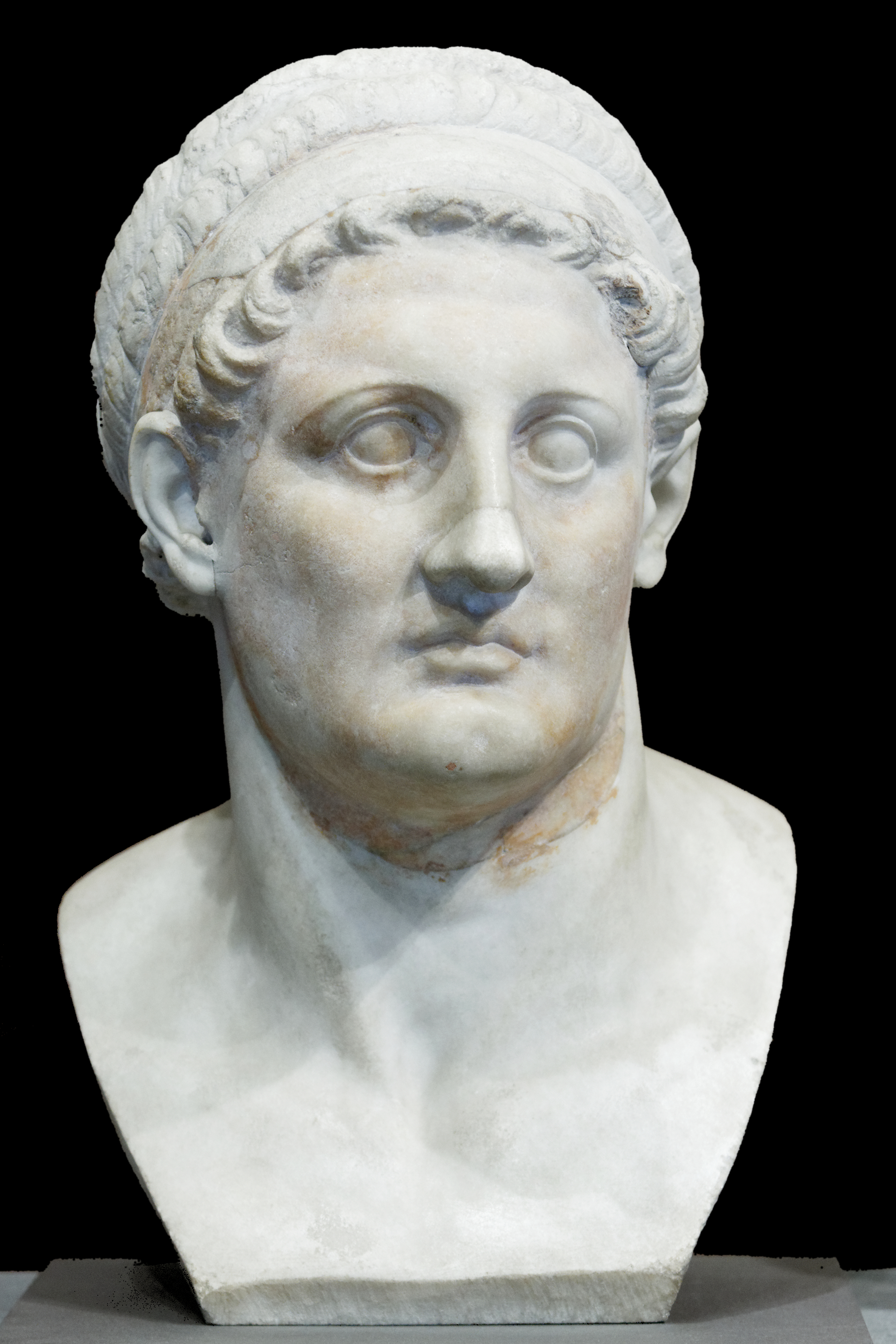
Busto il cui soggetto è identificato con Tolomeo (Museo del Louvre, Parigi)

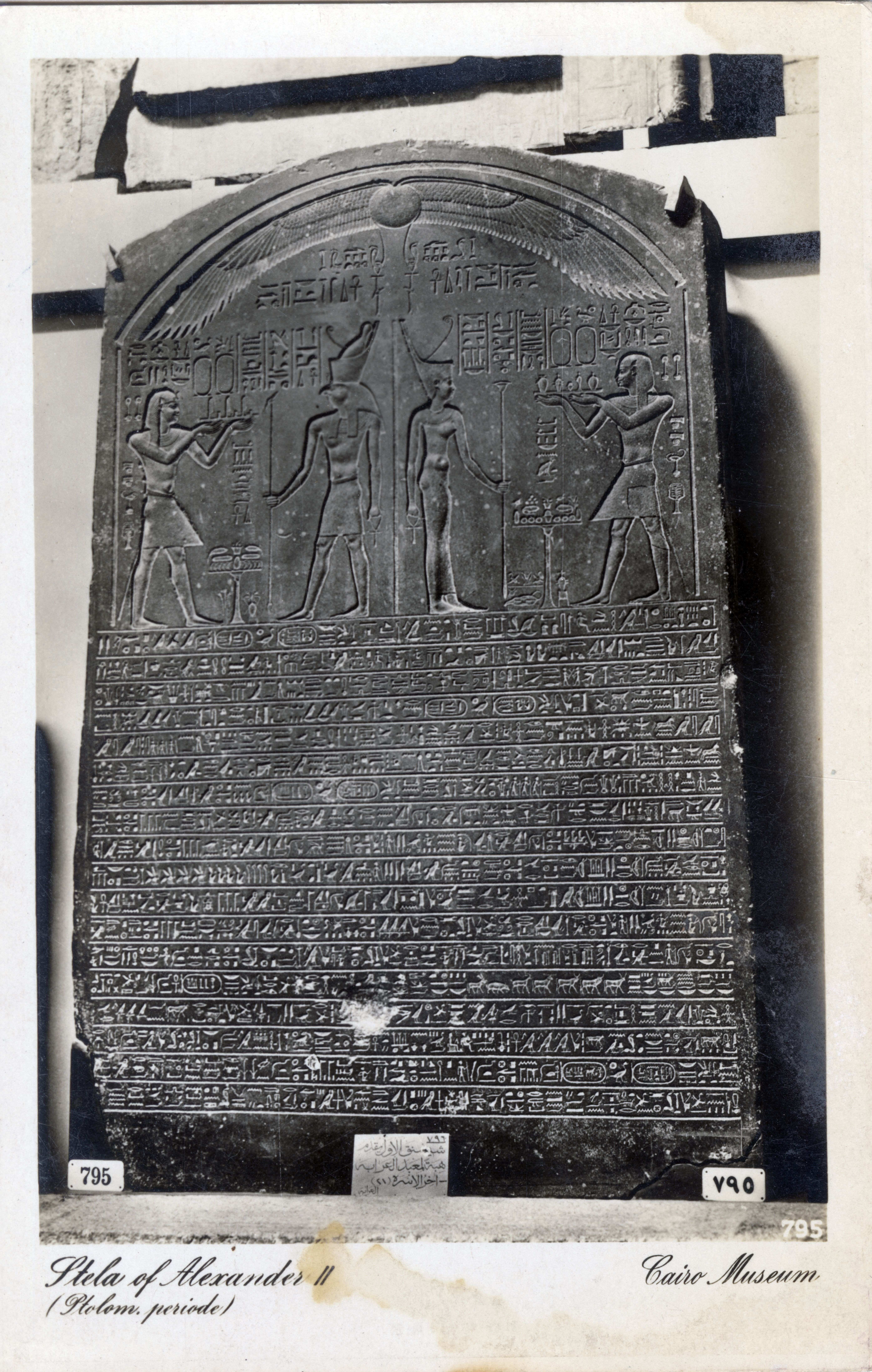
La cosiddetta "Stele del satrapo", in granito nero, una colonna con geroglifici eretta da Tolomeo I Sotere, che si autoproclamò poco dopo faraone, inaugurando così l’età tolemaica. Museo Egizio del Cairo (Cairo CG 22182).

Con la morte di Alessandro Magno, Tolomeo ottenne dal reggente Perdicca la satrapia d'Egitto.
Con l'intenzione di rafforzare il proprio potere, Tolomeo I, saputo che il corpo imbalsamato di Alessandro Magno sarebbe stato riportato in Macedonia, mandò un contingente armato ad intercettare il corteo funebre e fece portare il corpo in Egitto. Sepolto inizialmente nella necropoli di Saqqara, in seguito fu trasferito in un grandioso mausoleo, ad Alessandria d'Egitto (dopo lo spostamento della capitale da Menfi). Il mausoleo sorgeva in un grande complesso oggi andato distrutto che fondeva elementi ellenistici ed egizi. Questo atto politico rafforzò la rivendicazione di Tolomeo di succedere ad Alessandro come sovrano.
Il primo periodo del governo di Tolomeo fu dominato dalle guerre tra i vari stati sorti dalla divisione dell'impero macedone. L'obiettivo primario di Tolomeo fu di mantenere salda la sua posizione in Egitto e secondariamente d'incrementare i domini egiziani. Dopo aver eliminato Cleomene di Naucrati, sovrintendente alle finanze, e impadronitosi del ricco tesoro da lui custodito in pochi anni assunse il controllo di Libia, Celesiria e Cipro. Quando Antigono I Monoftalmo, re della Siria, tentò di riunire l'impero di Alessandro, Tolomeo prese parte alla coalizione contro di lui. Nel 312 a.C. alleato con Seleuco I, il satrapo di Babilonia, sconfisse Demetrio I Poliorcete, figlio di Antigono I, nella battaglia di Gaza. Antigono era un altro generale di Alessandro Magno e dopo la sua morte era divenuto satrapo di Frigia, Licia e Panfilia.
Nel 311 a.C. fu conclusa una pace tra i contendenti, ma nel 309 a.C. la guerra scoppiò di nuovo. Tolomeo occupò Corinto, Sicione e Megara, anche se perse Cipro dopo la battaglia di Salamina nel 306 a.C. Antigono tentò poi di invadere l'Egitto, ma non vi riuscì.
Nel 305 a.C. Demetrio I Poliorcete sbarcò a Rodi, fedele a Tolomeo, con un'armata di 40.000 uomini. La città di Rodi era ben difesa e Demetrio costruì enormi catapulte montate su navi, per distruggere le mura della città. Dopo che una tempesta distrusse le navi, fu costretto a costruire una torre d'assedio ancora più grande delle precedenti catapulte: i rodiesi allagarono il terreno prospiciente le mura, impedendo alla torre d'assedio di muoversi e rendendola inoffensiva. L'assedio terminò nel 304 a.C., quando il generale Politemo arrivò con una flotta in difesa della città e Demetrio dovette ripiegare abbandonando la maggior parte dell'equipaggiamento. L'assedio di Rodi da parte di Demetrio I fu l'avvenimento che ispirò la costruzione del Colosso di Rodi che divenne una delle sette meraviglie del mondo antico.

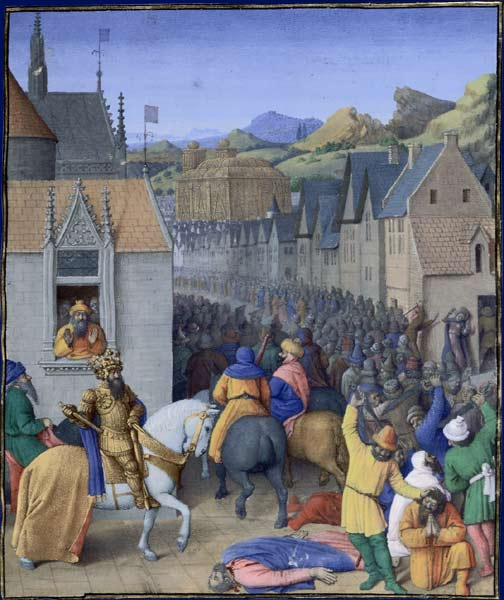
Tolomeo conquista Gerusalemme; miniatura di Jean Fouquet delle Antichità giudaiche di Flavio Giuseppe.

Nonostante il fallimento di Tolomeo nell'impresa di conservare Cipro e parte della Grecia, egli tuttavia riuscì a resistere all'invasione sia in Egitto che a Rodi e occupò la Palestina e la Cirenaica.

### Il regno (305-282 a.C.)
Nel 305 a.C., consolidato il suo potere, assunse il titolo di re d'Egitto, iniziando ufficialmente il suo regno dal nuovo anno egizio, cioè da novembre. Così facendo fondò una propria dinastia detta in suo onore Tolemaica, che governò l'Egitto ellenistico dal 305 a.C. al 30 a.C., cioè fino alla conquista romana e alla morte dell'ultima regina tolemaica, Cleopatra. Gli Egiziani accettarono ben presto i Tolomei come successori dei faraoni dell'Egitto indipendente; dal canto loro, i Tolomei regnarono spesso insieme alle loro mogli e alcune regine esercitarono l'autorità regale.
Nel 302 a.C. vi fu un'altra coalizione contro Antigono, alla quale partecipò Tolomeo. Quando Antigono fu definitivamente sconfitto ed ucciso nella battaglia di Ipso nel 301 a.C., Tolomeo ottenne la Celesiria.
Dopo varie ribellioni, Cirene fu definitivamente soggiogata verso il 300 a.C. e posta sotto il controllo del figliastro Magas. In seguito Tolomeo non prese parte ad altre guerre, anche se riconquistò Cipro nel 295 a.C.
Tolomeo strinse una alleanza politica con Lisimaco, che nel frattempo si era proclamato re di Tracia. Tolomeo I diede sua figlia Arsinoe II, avuta dalla moglie (317 a.C.) Berenice, in sposa a Lisimaco attorno al 300 a.C. In cambio, Lisimaco avrebbe dato qualche anno dopo la propria figlia Arsinoe I in sposa al figlio di Tolomeo, Tolomeo II Filadelfo. In tal modo Lisimaco diventava il potenziale nonno del futuro regnante d'Egitto, Tolomeo III.
Visto che non vi erano apparentemente motivi dinastici per avere un'altra consorte, dato che dalla sua terza moglie Euridice, cugina della stessa Berenice, aveva già avuto diversi figli e la nuova moglie era imparentata solo lontanamente con lo stratega d'Europa, alcuni storici ipotizzano che quello fra Tolomeo e Berenice fosse stato un autentico matrimonio d'amore. La discendenza avuta da Euridice includeva Lisandra e suo fratello Tolomeo Cerauno. La corte di Tolomeo fu un covo di complotti e cospirazioni tra Euridice e Berenice, che inizialmente era considerata unicamente l'amante ufficiale del re.
Quando Tolomeo ripudiò il figlio primogenito avuto da Euridice, Tolomeo Cerauno appunto, egli si rifugiò in Tracia da Lisimaco, dove si riunì a sua sorella Lisandra che aveva sposato Agatocle, figlio di Lisimaco e di sua moglie Nicea.
     Regno di Tolomeo
     Regno di Cassandro
     Regno di Lisimaco
     Regno di Seleuco
     Epiro
     Cartagine
     Repubblica romana
     Colonie greche

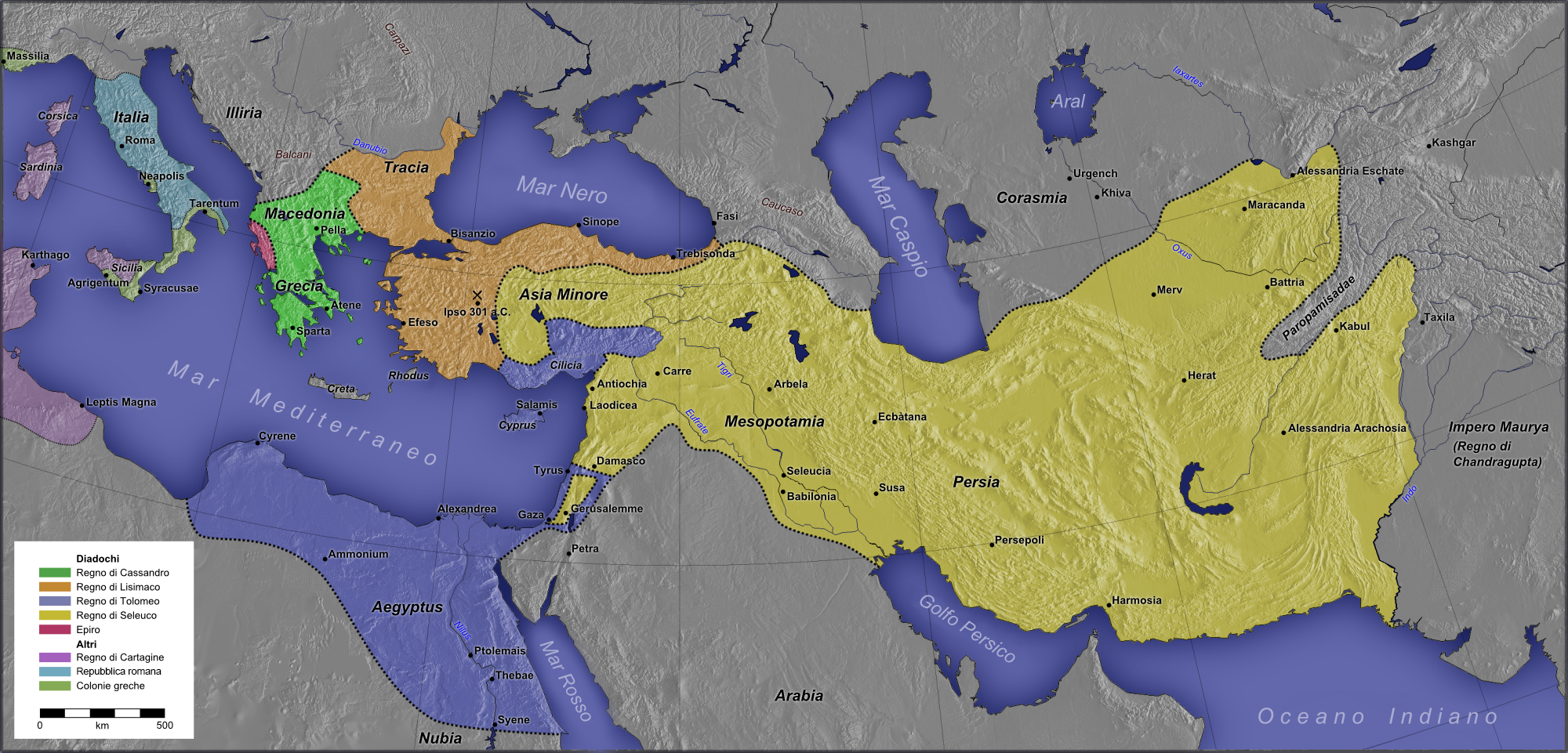
Organizzazione politica del mondo ellenistico dopo la battaglia di Ipso (c. 301 a.C.)
Regni dei diadochi:
Regno di Tolomeo
Regno di Cassandro
Regno di Lisimaco
Regno di Seleuco
Epiro
Altri:
Cartagine
Repubblica romana
Colonie greche

Tolomeo iniziò la costruzione, conclusa sotto il figlio Tolomeo II, del Faro di Alessandria, considerato una delle sette meraviglie del mondo antico nonché una delle realizzazioni più avanzate ed efficaci della tecnologia ellenistica. Costruito sull'isola di Pharos di fronte al porto di Alessandria d'Egitto, negli anni tra il 300 a.C. e il 280 a.C., rimase funzionante fino al XIV secolo quando venne distrutto da due terremoti. Lo scopo dell'imponente opera era aumentare la sicurezza del traffico marittimo in entrata e in uscita, reso pericoloso dai numerosi banchi di sabbia nel tratto di mare prospiciente il porto di Alessandria e dall'assenza di rilievi batimetrici. Esso consentiva di segnalare la posizione del porto alle navi, di giorno mediante degli speciali specchi parabolici di bronzo lucidato che riflettevano la luce del sole fino al largo, mentre di notte venivano accesi dei fuochi. Inoltre, la forma cilindrica del contenitore della sorgente di luce induce a pensare che dal faro provenisse un fascio di luce girevole, più utile per i naviganti di una sorgente fissa. Si stima che la torre fosse alta 134 metri, una delle più alte costruzioni esistenti per l'epoca, e il faro, secondo la testimonianza di Giuseppe Flavio, poteva essere visto a 48 km di distanza, cioè fino al limite consentito dalla sua altezza e dalla curvatura della superficie terrestre.
Nel 290 a.C. circa, Tolomeo avviò inoltre i lavori di costruzione della Biblioteca e del Museo cosicché Alessandria divenne il centro culturale del mondo mediterraneo, appropriandosi del ruolo in precedenza rivestito da Atene. La grande biblioteca di Alessandria fu costituita spedendo inviati all'estero con il compito di acquistare o copiare tutti i libri che avessero trovato. Ciascuna nave che entrava in Alessandria, veniva setacciata alla ricerca di libri che venivano momentaneamente requisiti per essere copiati e quindi restituiti. In tal modo, la biblioteca si ampliò fino a contenere quasi mezzo milione di rotoli o libri (quando non bastò più lo spazio, venne costruita una seconda struttura, la Biblioteca del Serapeo). Il Museo fu un luogo d'incontro tra dotti e di insegnamento, e rappresentò per secoli la massima istituzione culturale del mondo ellenistico. Tra le figure che legarono il loro nome al Museo possiamo ricordare Euclide, ma anche Eratostene e il medico Erofilo, fondatore della medicina sperimentale. Il termine è entrato nell'uso comune in molte lingue moderne, a partire dal XVII secolo, per indicare un luogo ove sono conservate collezioni di opere d'arte o reperti archeologici. 
Il regno di Tolomeo fu caratterizzato anche dall'introduzione del culto di Serapide. Fece costruire Tolemaide nell'Egitto superiore e pose le basi per un nuovo assetto amministrativo e burocratico del regno, favorendo l'insediamento nello stato di coloni greci e macedoni. 
Avendo dato sicurezza alla regione, Tolomeo nel 285 a.C. associò al regno e designò come successore il figlio avuto dalla terza moglie Berenice, Tolomeo Filadelfo.
Tolomeo I Sotere morì nel 282 a.C., all'età di 84 anni, lasciando al figlio un regno stabile e ben governato.

## Tolomeo storico
Tolomeo scrisse una storia delle imprese di Alessandro Magno, che servì ad Arriano come fonte primaria assieme a quella scritta da Aristobulo. In questa cronaca, oltre che descrivere episodi di cui fu diretto testimone, Tolomeo riporta anche avvenimenti accaduti ad Alessandro in sua assenza, probabilmente attingendo ai diari reali ed alle cronache di corte. Un esempio di quest'ultimo caso è il ferimento del grande re macedone avvenuto nell'assalto alla città dei Malli in India che Arriano descrive, nel libro VI dell'Anabasi di Alessandro, rifacendosi a Tolomeo ma affermando contemporaneamente come Tolomeo stesso in quel momento fosse assente e lontano chiarendo quindi come il futuro Re d'Egitto avesse attinto ad altre fonti oltre che alla propria esperienza personale per scrivere la sua cronaca.

## Titolatura
Secondo la titolatura reale egizia, Tolomeo I ebbe diversi nomi:
- nome Horo: wr-pḥty nsw ḳni (wer pehty nesu qeni), "grande di forza e re coraggioso";
- nome Nebty (o delle Due Signore): iṯ m sḫm ḥḳꜢ ṯl (itj em sekhem heqa tjel), "colui che si è impadronito con il potere, signore di Tjel";
- nome Horo d'Oro: sconosciuto;
- nome del Trono: stp n rꜥ mry imn (weser ka ra mery imen), "scelto da Ra, amato da Amon;
- nome personale (nomen di nascita): ptwlmys (ptwlemys), "Tolomeo".[34]

### Esplicative
1. ↑  Lagide era un patronimico derivato dal nome del padre, Lago, in cui onore la dinastia tolemaica è detta, appunto, anche dinastia lagide (Chamoux 2008, pp. 43-44; Worthington 2016, p. 9).
2. ↑  Tolomeo viene riportato da Arriano nel ruolo di generale già nella battaglia della porta persiana (gennaio 330 a.C.); tuttavia Arriano usò come fonte storiografica le Storie dello stesso Tolomeo, che quindi non si possono ritenere imparziali. Infatti Curzio Rufo è ritenuto l'autore più attendibile per quell'evento, avendo usato come fonte altri autori, probabilmente Clitarco di Alessandria. (Arriano, III, 18; Curzio Rufo, V, 4; Howe 2015).
3. ↑  L'identificazione del busto, risalente al III secolo a.C., con Tolomeo I è avvenuta grazie a una comparazione con sue rappresentazioni sulle effigi monetarie; molti elementi dell'opera (l'estremità del naso, la calotta cranica con il copricapo, il collo e il busto) sono aggiunte moderne dello scultore francese Augustin Pajou (1730-1809) (Ptolémée Ier Sôter, su cartelfr.louvre.fr).

### Riferimenti
1. ↑  Hölbl 2001, p. 14; Worthington 2016, p. 11.
2. ↑  Hölbl 2001, p. 14; Heckel 2016, p. 231; Worthington 2016, p. 9.
3. ↑  Pausania, I, 6.2; Heckel 2016, p. 231; Phang, Spence, Kelly, Londey 2016, p. 462.
4. ↑  Arriano, VI, 28.4; Heckel 2016, p. 231; Worthington 2016, p. 9.
5. ↑  Worthington 2016, pp. 14-15.
6. ↑  Worthington 2016, pp. 9-10, 15.
7. ↑  Worthington 2016, p. 23.
8. ↑  Roisman, Worthington 2010, p. 280.
9. ↑  Arriano, III, 6; Plutarco, Alessandro, X; Worthington 2016, p. 11.
10. ↑  Worthington 2016, pp. 23-24.
11. ↑  Arriano, I, 2; Strabone, VII, 3.8; Worthington 2016, p. 23.
12. ↑  Arriano, I, 8; Diodoro Siculo, XVII, 9; Worthington 2016, p. 23.
13. ↑  Diodoro Siculo, XVII, 17.1; Worthington 2016, p. 26.
14. ↑  Worthington 2016, pp. 39-41.
15. ↑  Giustino, XIII, 4.10; Worthington 2016, p. 44.
16. ↑  Arriano, III, 21; 25; 28; Worthington 2016, p. 45.
17. ↑  Arriano, III, 29; Worthington 2016, p. 46.
18. ↑  Arriano, III, 30; Worthington 2016, pp. 46-47.
19. ↑  Arriano, IV, 8; Worthington 2016, pp. 47-48.
20. ↑  Arriano, IV, 15-16.
21. ↑  Arriano, IV, 17.
22. ↑  Arriano, IV, 23; Worthington 2016, p. 54.
23. ↑  Arriano, IV, 24.
24. ↑  Arriano, IV, 29-30.
25. ↑  Arriano, V, 24-25.
26. ↑  Arriano, VII, 6; Plutarco, Eumene, I, 7.
27. ↑  Arriano, VII, 25-26.
28. ↑  (EN) Nicholas Saunders, Alexander's Tomb: The Two-Thousand Year Obsession to Find the Lost Conqueror, Basic Books, 2007,  p. 162, ISBN 0465006213.
29. ↑   Tolomèo I Sotere re d'Egitto, su treccani.it. URL consultato il 29 aprile 2016.
30. ↑  Hazzard 2000, p. 164.
31. ↑  Mahaffy 2014, p. 58.
32. 1 2  Donnelly Carney 2013, pp. 18-22.
33. ↑  Lionell Casson, Libraries in the Ancient World, Yale University Press (2001), passim e s.v. ISBN 978-0-300-09721-4 (EN) ; consultato anche in trad. ital., Biblioteche del mondo antico, Sylvestre Bonnard (2003). ISBN 978-88-86842-56-3 (IT)
34. ↑  Leprohon 2013, p. 178.